# 후토미역 (지바현)
후토미역(일본어: 太海駅, ふとみえき)은 일본 지바현 가모가와시에 있는 동일본 여객철도의 철도역이다.

## 역 구조
상대식 2면 2선 구조의 지상역이다. 양쪽 승강장은 과선교로 이어져 있다. 아와카모가와역이 관리하는 위탁역으로, 간이 개찰기에서 스이카 및 제휴 교통카드의 사용이 가능하다.

### 승강장
| 1 | ■ 우치보 선 | 다테야마 · 기미쓰 · 기사라즈 · 지바 방면 |
| 2 | ■ 우치보 선 | 아와카모가와 방면                        |

## 역세권 정보
- 니에몬 섬
- 가모가와마쓰시마 섬
- 소로 온천
- 와세다 대학 세미나하우스
- 국도 제128호선

## 역사
- 1924년 7월 25일 - 일본국유철도의 역으로 개업했다.
- 1987년 4월 1일 - 민영화에 따라 동일본 여객철도의 소속이 되었다.
- 2009년 3월 14일 - 스이카의 사용이 가능해졌다.

## 인접역
| 동일본 여객철도 우치보 선 | 동일본 여객철도 우치보 선 | 동일본 여객철도 우치보 선 |
| ------------------------- | ------------------------- | ------------------------- |
| 에미 소가 방면            | ■ 우치보 선               | 아와카모가와 방면         |